# Эторо
Эторо (Эдоло) — племя и этническая группа в Папуа — Новой Гвинее. Их территория включает южные склоны горы Сиса (центральная горная цепь Новой Гвинеи).

## Обычаи
Эторо известно среди антропологов своими ритуальными гомосексуальными действиями между подростками и мужчинами племени. В племени полагают, что подростки должны глотать сперму своих старших, чтобы стать взрослыми. Ведь, как они считают, таким образом им передаётся жизненная сила. Эта жизненная сила передаётся другим через сексуальные отношения. Женщины, как замечается, тратят впустую жизненную силу, если не беременеют после половых сношений.